# Ginebis
Ginebis is een geslacht van weekdieren uit de klasse van de Gastropoda (slakken).

## Soorten
- Ginebis argenteonitens (Lischke, 1872)
- Ginebis corolla Habe & Kosuge, 1970
- Ginebis crumpii (Pilsbry, 1893)
- Ginebis hamadai Kosuge, 1980
- Ginebis japonica (Dall, 1925)